# 笛膜
笛膜是中國笛子的一個特色。有傳至朝鮮後演變成的大琴繼承了笛膜。最早期的中國笛子是沒有笛膜的。藉由笛膜的震動，產生更為明亮、透明的音色。現大多數的中國竹製吹管樂器都使用笛膜，沒有使用的竹製吹管樂器有新笛（十一孔笛）、簫、口笛等。

## 笛膜孔
在吹孔與左手食指按孔中間（演奏者將笛子擺右邊），有一笛膜孔。演奏前，須以阿膠或白芨等將膜貼於笛膜孔上，即可進行演奏。

## 笛膜的用處
有笛膜的笛子，在音波形成駐波的同時，同時也震動了貼於笛孔上的笛膜，產生與其響亮且獨特的音色。

## 笛膜的種類[1]
- 羊腸膜：將羊腸衣加工處理過，即可使用。羊腸笛膜的優點為笛膜薄，缺點（有時也是優點）是音色較其他笛膜暗。
- 竹膜：竹子的內壁上一層膜，將此膜採集下來，直接貼在笛子上使用。竹膜的優點為音色有一定的亮度，缺點是不夠圓潤，且缺乏韌性，強吹時有可能破裂。
- 蘆葦膜：蘆葦莖內的薄膜。優點為音色非常有亮度，且具有一定的韌性，不易破裂，目前最多人使用。

## 蘆葦膜的採集
蘆葦會因為陽光的照射、水份的多寡、土質等等因素而讓蘆葦膜有不同的韌性、含水量等，所以如果想要採集到自己喜歡的蘆葦膜，採集的時間、地點就非常重要。

## 蘆葦膜的使用
大多數的笛膜供應商會將原本管狀的膜壓平，使其便於收藏與販賣。
當要使用新笛膜時，需先將笛上的舊笛膜清除。從條狀的笛膜撕下比笛膜孔的寬度多寬半倍到一倍寬度的笛膜，用刀沿著笛膜旁邊壓平的痕跡切開並將它攤平。在貼上前，為了方便笛膜震動，需要在笛膜上做出一些皺摺。讓笛膜的平面面向自己而且使的紋路成垂直，以手指握住笛膜兩端並輕輕地拉扯，使其產生與笛膜紋路垂直的皺摺。之後用阿膠、白芨等均勻的塗在孔的周圍，接著把笛膜以笛膜上的紋路與竹笛上竹子原本的紋路呈平行方向貼上，最後調整膜的鬆緊程度。